# 980
L'any 980 (CMLXXX) va ser un any de traspàs que va començar dijous del calendari julià.

## Esdeveniments
- Otó II, emperador romanogermànic renuncia a la Lorena.
- Teodoric II de Frísia Occidental fa una gran donació a l'Abadia d'Egmond, el monestir més antic d'Holanda.[1]

## Naixements
- Afshona, Gran Khorasan - Avicena, filòsof persa (m.1037).
- Lady Godiva, comtessa de Mèrcia (m.c.1066-1086).
- Abū Sahl al-Qūhī, astrònom persa.[2]

## Necrològiques
- Yaropolk I de Kíev, príncep ucraïnès.